# 內博貴
內博貴（日语：／ Uchi Hiroki，1986年9月10日—）日本大阪府出身，傑尼斯事務所旗下藝人，偶像團體NEWS與關西傑尼斯8前成員。

## 個人經歷
- 於1999年5月29日入社，入社契機為母親向事務所寄履歷，在徵選當天以給他500元為條件去參加徵選。
- 2002年加入關西傑尼斯8組合 。
- 2003年以「我的生存之道」中的演出，而得到第6回日刊體育報新人賞。
- 2003年9月加入NEWS組合。
- 2004年5月12日以NEWS組合成員正式出道。
- 2004年8月25日以關西傑尼斯8組合成員正式出道。
- 2005年5月因肺氣胸而住院療養。
- 2005年7月16日因未成年飲酒事件，而被無限期停止藝能活動。
- 2007年1月1日被降為研修生，為日後重新回到藝能活動，開始準備。
- 2007年7月9日出演前輩少年隊的舞台劇「少年隊 PLAYZONE 2007」，正式回歸舞台活動。
- 2007年8月5日在關西傑尼斯8 全國巡迴演唱會中的東京巨蛋演唱會中，在第二次安可時登場，這也是自停止藝能活動後2年以來，第一次與關西傑尼斯8 的成員同台。
- 2008年1月3日以來賓的身分，出現在NEWS冬季巡迴演唱會的橫濱演唱會中。
- 2008年1月3日召開記者會，宣布主演富士電視台轉瞬為風，同日並自傑尼斯事務所的研修生畢業，而正式回復藝能活動，但是否會回歸原屬團體，仍是未知數。
- 2008年3月19日正式參與日本電視台連續劇料理仙姬的演出，這也是自停止藝能活動以來，睽違2年9個月，第一次參與連續劇的演出。
- 2008年11月14日正式宣布將於2008年末與2009年初在橫濱體育館與大阪城展演廳舉辦個人演唱會，這也是自停止藝能活動以來，睽違3年半，第一次參與音樂活動。
- 2013年正式從小傑尼斯畢業，以個人名義從事活動。

## 演出
粗體字為主演

### 舞台劇
- 「ANOTHER」（2002年8月、大阪松竹座）
- 「DOUTON-BOYS」（2003年8月、大阪松竹座）
- 「SUMMER STORM」（2004年8月、大阪松竹座）
- 「Hey! Say! Dream Boy」（2005年4月、梅田藝術劇場）
- 「PLAYZONE'07 Change2Chance」（2007年7月9日 - 9月7日、東京青山劇場·大阪梅田藝術劇場）
- 「PLAYZONE2009 ～ 從太陽寄來的信」<PLAYZONE 2009 〜太陽からの手紙〜>（2009年7月11日 - 8月9日·8月21日 - 8月26日、東京青山劇場·大阪梅田藝術劇場）
- 「紅男綠女」（Guys and Dolls）<ガイズ&ドールズ>（2010年4月、日比谷劇場）－ 飾 Sky
- 「『オレの内（ウチ）に来てクリエ！』～Come on a my House！～」（2010年5月、日比谷劇場）
- 「Endless SHOCK」－ 飾 ウチ（對手）
  - 「Endless SHOCK」（2010年7月4日 - 31日、帝國劇場）
  - 「Endless SHOCK」（2011年2月5日 - 3月31日、帝國劇場）
  - 「Endless SHOCK」（2012年1月7日 - 31日、博多座 / 2月8日 ‐4月30日、帝國劇場）
  - 「Endless SHOCK」（2013年9月2日 - 29日、梅田藝術劇場）[15][16]
  - 「Endless SHOCK」（2014年9月8日 - 30日、梅田藝術劇場 / 10月8日 - 31日、博多座）
  - 「Endless SHOCK」 15th Anniversary（2015年9月8日 - 9月30日、梅田藝術劇場 / 10月7日 - 10月31日、博多座）
- 「原來是美男」－ 飾 藤城柊 （赤坂Act Theater·KAAT神奈川藝術劇場·森之宮Piloti Hall·Canal City劇場）
- 「二重奏」<デュエット>（2012年9月28日 - 10月10日、シアタークリエ / 10月13日 - 16日、梅田藝術劇場 / 10月26日、中日劇場 / 10月30日 - 31日、キャナルシティ劇場）－ 飾 Vernon Gashu
- 「音樂劇 織田作之助」<音楽劇 ザ・オダサク>（2013年5月25日 - 6月2日、新橋演舞場）－ 飾 織田作之助
  - 「織田作之助～愛與青春的頹廢～」ザ・オダサク〜愛と青春のデカダンス〜（2014年4月19日 - 29日、KAAT神奈川芸術劇場 / 5月2日 - 6日、京都四條南座）
- 「培爾·金特」<ペール・ギュント>（2015年7月11日 - 20日、KAAT神奈川藝術劇場 Hall / 7月25日・26日、兵庫県立芸術文化中心 阪急中Hall） － 飾 培爾·金特
- 「JOHNNYS' World」<JOHNNYS' World -ジャニーズ・ワールド->（2015年12月11日 - 2016年1月27日、帝国劇場） － 飾 製作人
- KREVAの新しい音楽劇「最高はひとつじゃない2016 SAKURA」（2016年3月25日 - 4月3日、東京藝術劇場Playhouse / 4月8日 - 4月10日、森之宮Piloti Hall）[26]
- 「音樂劇大亨小傳」<ミュージカル「グレイト・ギャツビー」>（2016年7月2日 - 10日、Sunshine劇場 / 7月13日、愛知縣藝術創造centre / 7月15日 - 17日、 ROHM Theatre京都・South Hall / 7月23日 - 24日、新神戸oriental劇場）－ 飾 傑·蓋茨比

### 電視劇
- 「音符天空」〈ドレミソラ〉（2002年7月29日 - 9月27日、毎日放送・東京放送）－ 飾 森 克己。
- 「我的生存之道」〈僕の生きる道〉（2003年1月7日 - 3月18日、關西電視台・富士電視台）－ 飾 吉田 均。
- 「TEAM團隊特別篇4」〈TEAM4〉（2003年9月26日、富士電視台）－ 飾 吉村 榮太。
- 「一起加油吧！」〈がんばっていきまっしょい〉【第1至第2話】(2005年7月5日 – 7月12日、關西電視台・富士電視台) － 飾 中田 三郎。
- 「轉瞬為風」〈一瞬の風になれ〉（2008年2月25日 - 2月28日、富士電視台）－ 飾 神谷 新二。
- 「料理仙姬」〈おせん〉（2008年4月22日 - 6月24日、日本電視台）－ 飾 江崎 由夫。
- 「完美小姐進化論」〈ヤマトナデシコ七変化〉〔2010年1月15日 - 3月19日、東京放送〕－ 飾 織田 武長。
- 「私立馬鹿蘭高校」〈私立バカレア高校〉〔2012年4月14日 - 6月30日、日本電視台〕－ 飾 櫻木蓮。
- 「天國之戀」〈天国の恋〉（2013年10月28日 - 12月27日、東海電視台）－ 飾 國友聰/薦田潮

### 電影
- 劇場版「私立馬鹿蘭高校」〈私立バカレア高校〉〔2012年10月13日、Hakuhodo DY Music & Pictures〕－ 飾 櫻木蓮。
- 「忍者亂太郎暑期作業大作戰！之段」<忍たま乱太郎 夏休み宿題大作戦!の段>（2013年7月6日、東映）－ 飾 土井半助

### CM
- 好侍食品 洋芋片「サクサクジャガジャガ」

### 廣播
- 村上信五の週刊関ジャニ通信（ABC Radio）
- 聞くジャニ∞（MBS Radio）
- Music Paradise 週六（ABC Radio）每個月二回，以guest身份登場。

### 綜藝節目
- 週刊V.WEST（關西電視台）
- J3 KANSAI（關西電視台）
- ほんじゃに！（關西電視台・富士衛星台・神奈川電視台・埼玉電視台・三重電視台・岐阜放送・福井電視台)
- 裏ジャニ→∞のギモン（東京電視台）

### 動畫配音
- 電影「ONE PIECE 被詛咒的聖劍」<ONE PIECE 呪われた聖剣>（2004年3月、東映） - 聲演 杜馬。

### 演唱會
- 「内博貴　年末年始 Rockな仲間たち大集合！」
2008年12月20日－21日 in 橫濱體育館。
2009年1月3日－04日 in 大阪城展演廳。

- 「UCHI博貴 內HIROCKY 」
2009年3月7日－8日 in 日本武道館。
2009年3月30日－2009年4月1日 in 大阪城展演廳。
2009年4月4日 in 日本ガイシスポーツプラザ ガイシホール(名古屋)。

- 「内 博貴　with FiVe & Question?」
2009年12月2日－3日 in Zepp 北海道。
2009年12月9日－10日 in Zepp 福岡。
2009年12月16日－17日 in 名古屋市公會堂。
2009年12月23日 in 國立代代木競技場 第一體育館。
2010年1月3日－4日 in 大阪城展演廳。

- 「内博貴 with Question? Summer LIVE 2011」
2011年8月2日 - 8月4日 in 森之宮Piloti Hall
2011年8月9日 in Zepp 北海道
2011年8月16日 in Zepp 名古屋
2011年8月23日 - 8月24日 in Zepp 福岡
2011年8月29日 - 8月31日 in SHIBUYA-AX

- 「内博貴 with Question?」
2011年12月31日 in 東京巨蛋城表演廳。

## 音樂作品

### 單曲
- 2003年11月7日 NEWS「NEWS NIPPON」（7-11限定販售）
- 2004年5月12日 NEWS「希望～Yell～」
- 2004年8月11日 NEWS「火紅燃燒的太陽」
- 2004年8月25日 關西傑尼斯8「浪花伊呂波節」（關西盤）
- 2004年9月22日 關西傑尼斯8「浪花伊呂波節」（全國盤）
- 2005年3月2日 關西傑尼斯8「大阪rainy blues」
- 2005年3月16日 NEWS「珍惜」
- 2005年7月13日 NEWS「TEPPEN」

### 專輯
- 2004年12月15日 關西傑尼斯8「感謝＝∞」
- 2005年4月27日 NEWS「touch」

### 影音DVD
- 2004年4月7日 NEWS 「日本0304」
- 2005年3月30日 關西傑尼斯8 「Excite!!」
- 2009年12月2日「PLAYZONE2009 ～ 從太陽寄來的信」

### Soundtrack
- 2007年9月5日  playzone soundtrack  「少年隊 PLAYZONE2007 Change2Chance-第1幕-Original Soundtrack」
- 2009年8月26日 playzone soundtrack  「PLAYZONE2009  ～ 從太陽寄來的信 - Original Soundtrack」

## 外部連結
- Johnny's net >内博貴 （页面存档备份，存于） - 傑尼斯事務所公式網頁